# Selwo Aventura
Selwo Aventura est un parc à thème et un parc zoologique espagnol situé en Andalousie, dans la province de Malaga, à Estepona. Il est la propriété de la multinationale espagnole Parques Reunidos.
Il s'étend sur une centaine d'hectares et présente plus de 2000 animaux. Il offre diverses activités de loisir comme des ponts suspendus, des promenades à dos de dromadaires, des tyroliennes et du tir à l'arc. Il comprend aussi des salles de cours éducatives et ludiques pour des enfants. Le parc comprend un hôtel et propose des logements atypiques dans des cases.
Membre permanent de l'Association européenne des zoos et aquariums, il s'engage dans la conservation ex situ en participant à des programmes européens pour les espèces menacées.
En 2014, il a reçu 142 000 visiteurs.

## Conservation
Membre permanent de l'Association européenne des zoos et aquariums, il s'engage dans la conservation ex situ en participant à des programmes européens pour les espèces menacées.

## Économie et fréquentation
En 2014, il a reçu 142 000 visiteurs.